# Телекс
Телекс е телекомуникационна мрежа от телепринтери, подобна на телефонната мрежа, която служи за изпращане на текстови съобщения. Телексът бил основния метод за бързо изпращане на писмени съобщения по електронен път между бизнесите в периода между Втората световна война и 1980-те години. Неговата употреба започнала да отмира, когато факс машините набират популярност. Днес телексът все още се използва за определени приложения като корабоплаване, новини, докладване на времето и военни комуникации. Бизнес приложенията обаче основно се изместват в Интернет.
С понятието „телекс“ (Telex) се означава мрежата, а не самите телепринтери; системата от свързани от точка до точка телепринтери е била в употреба много преди появата на телекса през 1930-те. Основната разлика, отличаваща ги от стандартния телепринтер, е че телекс-машините включват комутируема маршрутизираща мрежа, първоначално базирана на импулсно телефонно набиране.
Телексът е създаден около 1930 г. благодарение на изобретенията на инженери като Роял Хаус на английски: Royal Earl House, Дейвид Хюз, Едуард Клайншмид, Чарлз Кръм, Емил Бодо и Фредерик Крийд. Негов непосредствен предшественик е т.нар. „тикърен апарат“ (на английски: ticker tape machine), който служел за бързо предаване на борсовите котировки. Една от най-ранните му реализации е на Томас Едисон от 1869 г. – т.нар. „Универсален тикърен аппарат“, който имал скорост на печат около един символ за секунда.
Първият телекс е произведен през 1931 г. от американската фирма AT&T. Телексът позволява бързото съединяване между абонатите на телеграфната мрежа, тъй като те имат уникални номера (номер на телекс). Практически едновременно в Германия и във Великобритания са създадени национални телеграфни мрежи, наречени Telex (на английски: TELEgraph + EXchange). Малко по-късно в САЩ също е създадена подобна мрежа, но под името TWX (на английски: Telegraph Wide area eXchange). Мрежите за международно телеграфиране непрекъснато се разширяват и към 1970 в телексната мрежа има абонати от над 100 страни по света. След 1980-те години обаче на пазара се появяват евтините и практични факс машини и телексната мрежа започва да отстъпва позициите си в полза на връзката по факс.